# 赛汉陶来苏木
赛汉陶来苏木又译赛汗桃来苏木或赛汉桃来苏木，是中华人民共和国内蒙古自治区阿拉善盟额济纳旗下辖的一个乡镇级行政单位。自神舟十二号任务开始，其境内的东风着陆场作为中国载人航天工程主着陆场使用。

## 行政区划
赛汉陶来苏木下辖以下地区：
赛汉陶来嘎查和孟格图嘎查。